# Filipe Azevedo
Pour les articles homonymes, voir Azevedo.
Filipe Vaz de Azevedo (ou Philippe De Azevedo) est un footballeur franco-portugais né le 21 janvier 1975 à Valence.
Il évolue au poste d'attaquant.

## Biographie
Formé à l'Olympique de Marseille, Filipe Azevedo joue principalement au Portugal, en faveur du FC Felgueiras, du FC Alverca, et du SC Olhanense.
Au total, il joue 68 matchs en 1re division portugaise et inscrit 10 buts dans ce championnat.

## Carrière
- 1987-1995 : Olympique de Marseille (centre de formation)  France
- 1995-1998 : FC Felgueiras  Portugal
- 1998-2000 : FC Alverca  Portugal
- 2000 : Lokomotiv Moscou  Russie
- 2000-2001 : SC Campomaiorense  Portugal
- 2001-2002 : FC Penafiel  Portugal
- 2002 : CS Sedan Ardennes  France
- 2003 : SC Salgueiros  Portugal
- 2004- janv. 2005 : FC Felgueiras  Portugal
- janv. 2005-2006 : SC Olhanense  Portugal
- 2006-2007 : Mahindra United  Inde
- 2007 : CD Ourense  Espagne
- 2008 : AEL Limassol  Chypre
- 2008-2010 : Cerro Reyes  Espagne[1],[2]

## Statistiques
- 68 matchs et 10 buts en 1re division portugaise
- 138 matchs et 28 buts en 2e division portugaise
- 10 matchs et 0 but en 1re division chypriote
- 4 matchs et 0 but en 1re division russe